# Carex filkukae
Carex filkukae är en halvgräsart som beskrevs av Josef Podpěra. Carex filkukae ingår i släktet starrar, och familjen halvgräs. Inga underarter finns listade i Catalogue of Life.